# موتور عشایری منوهر حمزه‌ای
موتور عشایری منوهر حمزه‌ای یک منطقهٔ مسکونی در ایران است که در دهستان ارزوئیه واقع شده‌است.